# Ochs von Gunzendorf

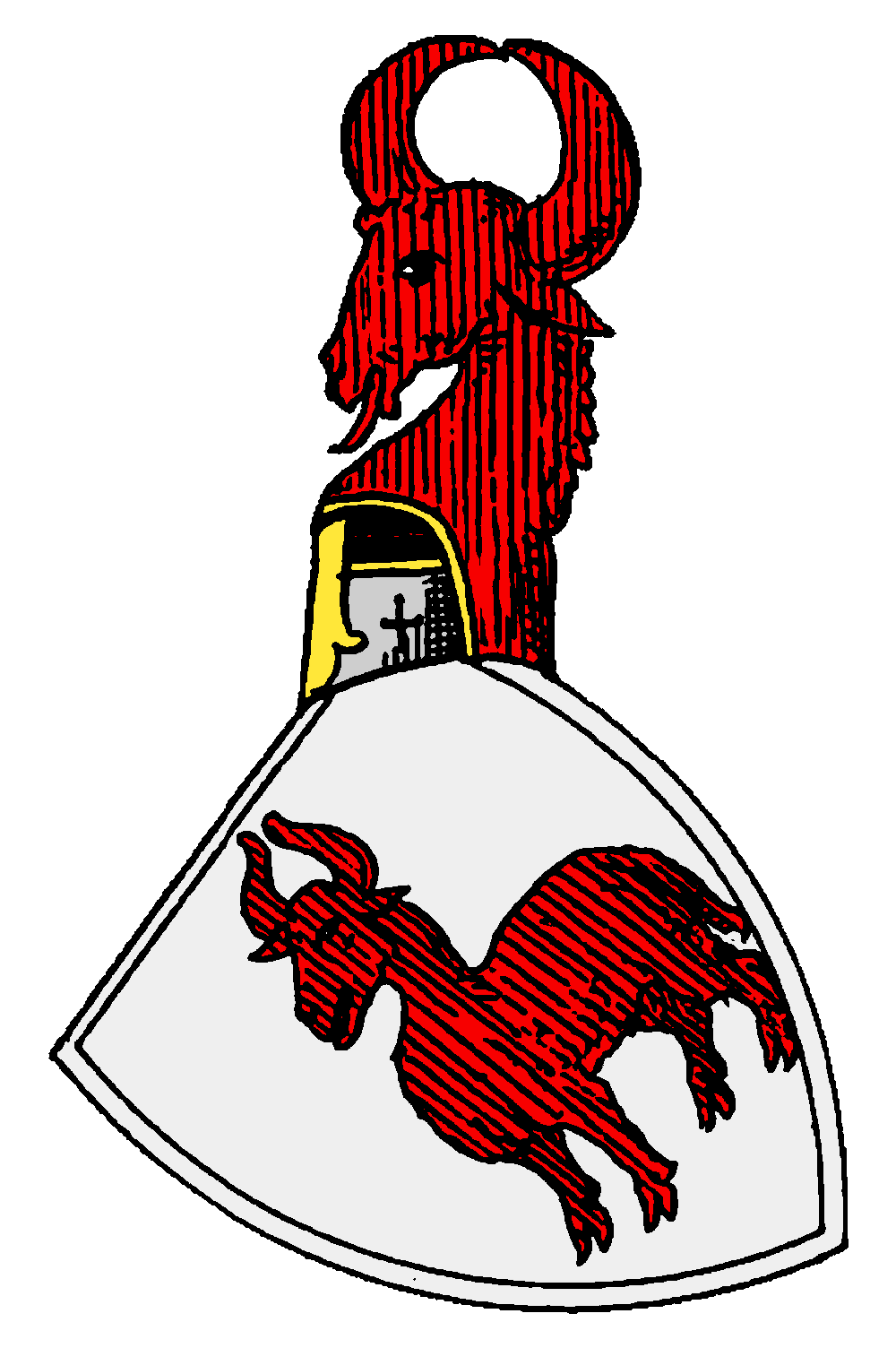
Wappen der Ochs von Gunzendorf

Die Ochs von Gunzendorf waren ein fränkisches Adelsgeschlecht.

## Geschichte
Die Ochs(en) von Gunzendorf hatten ihren Stammsitz mit Schloss und Dorf Gunzendorf, heute Teil des Marktes Buttenheim im oberfränkischen Landkreis Bamberg. Der Besitz ging später an die benachbarte Familie von Stiebar über und fiel zuletzt an das Hochstift Würzburg zurück.
Die Ochs von Gunzendorf waren im Ritterkanton Gebürg organisiert. Sie sind erstmals 1289 nachweisbar und im Jahr 1583 ausgestorben. Neben dem Sitz in Gunzendorf hatten sie noch einen Sitz in Ebermannstadt, ferner Burggüter in Gößweinstein und Neideck. Zu den weiteren Besitzungen und Ansprüchen zählten, zum Teil in geringem Umfang, Dreuschendorf, Eschenbach, Sundelhofen, Neuengereuth, Neinhardshofen, Berggrün, Kalteneggolsfeld, Stackendorf, Frankendorf, Hirschaid und Ebrach.
Georg Ochs von Gunzendorf war ab 1457 der erste Abt des Klosters Speinshart, er starb mit 83 Jahren 1503 und liegt in der Klosterkirche begraben. Sein Nachfolger Hermann Ochs von Wolfhardshof führte ein anderes Wappen und scheint daher in keinem familiären Zusammenhang mit der beschriebenen Familie zu stehen.

## Wappen
Der Wappenschild zeigt einen roten schreitenden Ochsen auf silbernem Grund. Die Helmdecken sind Rot und Silber. Die Helmzier besteht aus dem Kopf eines Ochsen mit roten Hörnern.